# Afrika ontwaakt
Afrika ontwaakt, ook wel Ontwakend Afrika en Vliegend is een artistiek kunstwerk in Amsterdam-Zuid.
Het beeld dateert uit 1961 en is van Wessel Couzijn. Het is een van zijn expressieve beelden. Die periode start in de jaren 50, wanneer hij samen met Shinkichi Tajiri, Hans Verhulst, Ben Guntenaar en Carel Kneulman Groep A’dam opricht. Tien jaar later (1960) is een aantal werken van hem te bewonderen op de Biënnale Venetië. De meeste van die beelden lijken weg te vliegen; er is altijd wel een vleugelachtigachtig onderdeel in verwerkt. Er zijn dan ook een aantal beelden van hem onder de titel Vliegend bekend, bijvoorbeeld Vliegend in Haarlem. Die vleugel is een weergave van de vrijheid, tegelijkertijd straalt het agressie uit middels allerlei uitstulpingen, maar alles in het abstracte.
Het beeld werd ontworpen voor de beeldentuin van het Stedelijk Museum Amsterdam. Het zou een schenking zijn van de kunstenaar aan Willem Sandberg toen die afscheid nam als directeur van het museum. Bij de vernieuwing van het achterliggende Museumplein rond 1991 werd het beeld verwijderd en opgeslagen in het depot van het museum. Bewoners van de Willemsparkbuurt wilden het beeld al vanaf die tijd in hun buurt hebben, maar het kwam er maar niet van. Toen het idee ontstond op het Emmaplein een beeldentuin met werken uit Groep A'dam in te richten, raakte plaatsing in een stroomversnelling. In 2009 nam het definitievere vorm aan, maar het zou tot 2016 duren voordat Afrika ontwaakt op het plein geplaatst werd.
Het werd verenigd met Verschijning van Couzijns echtgenote Pearl Perlmutter; in 2019 volgden nog Leda en de zwaan van Guntenaar en Zonnehoofd van Kneulman. In dat jaar maakte het beeld, alhoewel geheel uit de route, deel uit van ArtZuid.
In Eindhoven bij de Technische Universiteit Eindhoven staat een eenzelfde beeld van Couzijn. Ook in Museum No Hero staat een exemplaar. In totaal zijn er van dit beeld vier exemplaren, waarvan er één in 2009 bij Sotheby's verkocht werd.
Afrika ontwaakt (Wessel Couzijn) · Drie gestalten (Hans Verhulst) · Fetish (Shinkichi Tajiri) ·  Leda en de zwaan (Ben Guntenaar) · Monument voor koningin Emma (Lambert Zijl) · Verschijning (Pearl Perlmutter) · Zonnehoofd (Carel Kneulman)